# Osłona kabiny (lotnictwo)

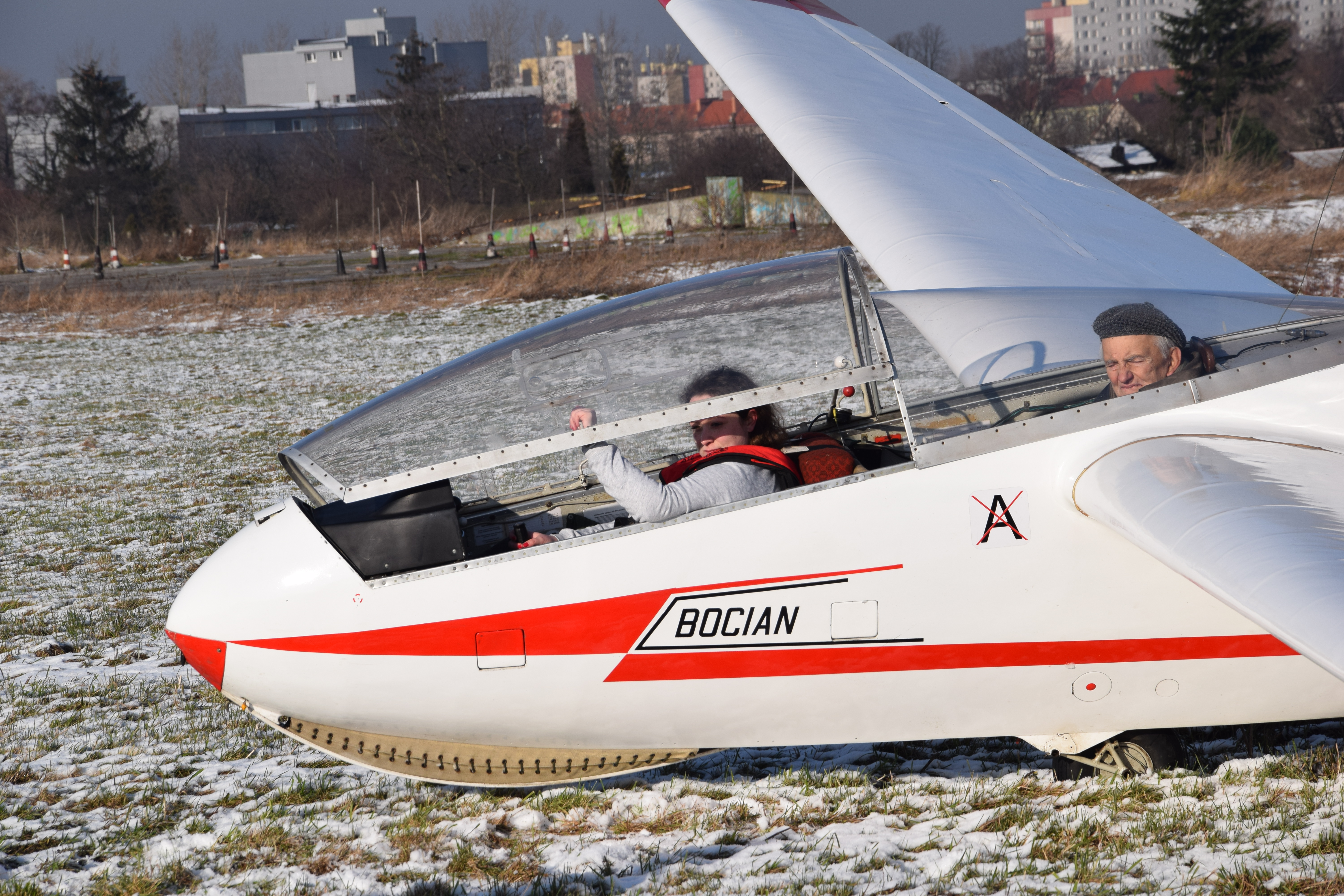
Osłona kabiny w szybowcu SZD-9 Bocian

Osłona kabiny – górna część obudowy kabiny pilota, której zadaniem jest zabezpieczenie załogi przed działaniem czynników atmosferycznych i pędem powietrza.
Zamknięta kabina samolotu może być wykonana w dwóch podstawowych konfiguracjach: z sufitem i z osłoną. Sufit daje większe bezpieczeństwo w przypadku kapotażu, ogranicza wszakże widoczność i wymaga instalacji drzwi. Przezroczysta osłona kabiny daje dużo lepszą widoczność, co jest istotne dla bezpieczeństwa lotu; wadą osłony jest konieczność zapewnienia jej właściwej wytrzymałości i możliwość poważnego nagrzewania się kabiny w wyniku efektu cieplarnianego. W celu zapewnienia maksymalnej widoczności jest wykonana ze szkła organicznego i, jeśli to tylko możliwe, pozbawiona szkieletu, którego żebra zasłaniają widok; z reguły stosuje się instalację przeciwoblodzeniową.
Najczęściej dwuczęściowa, składa się ze stałego wiatrochronu i ruchomej limuzyny (bądź kopułki), która jest otwierana i zamykana w celu umożliwienia wejścia do i wyjścia ze statku powietrznego ze szczególnym uwzględnieniem szybkiego opuszczenia kabiny w przypadku awarii. W tym celu część ruchomą konstruuje się tak, by po zwolnieniu zamków ulegała odrzuceniu przez pęd powietrza. W samolotach wyposażonych w fotel wyrzucany może posiadać wtopiony sznur wybuchowy w celu jej rozkruszenia przy konieczności katapultowania się załogi.
Część ruchoma może być odchylana, przesuwana, podnoszona bądź zdejmowana. Stosuje się przesuwanie do tyłu, odchylanie do przodu (z zawiasem zamontowanym na wiatrochronie), do tyłu (z zawiasem na kadłubie, za osłoną) lub w bok. Równocześnie zamki i mocowania osłony muszą gwarantować, że nie otworzy się ona przypadkowo, na skutek działania sił aerodynamicznych lub przeciążeń. W przypadku odpadnięcia może uderzyć i uszkodzić bądź zniszczyć usterzenie; jeśli zostanie przymocowana do maszyny, będzie generować bardzo poważny i niesymetryczny opór aerodynamiczny. W obydwu przypadkach grozi to utratą sterowności samolotu i może doprowadzić do katastrofy lotniczej. W projektowaniu samolotu właściwy dobór kształtu osłony jest szczególnie istotny – dobrze aerodynamicznie zaprojektowana osłona generuje na ogół około 2% całościowego oporu maszyny – w przypadku źle dobranej, udział ten może wzrosnąć nawet dziesięciokrotnie.

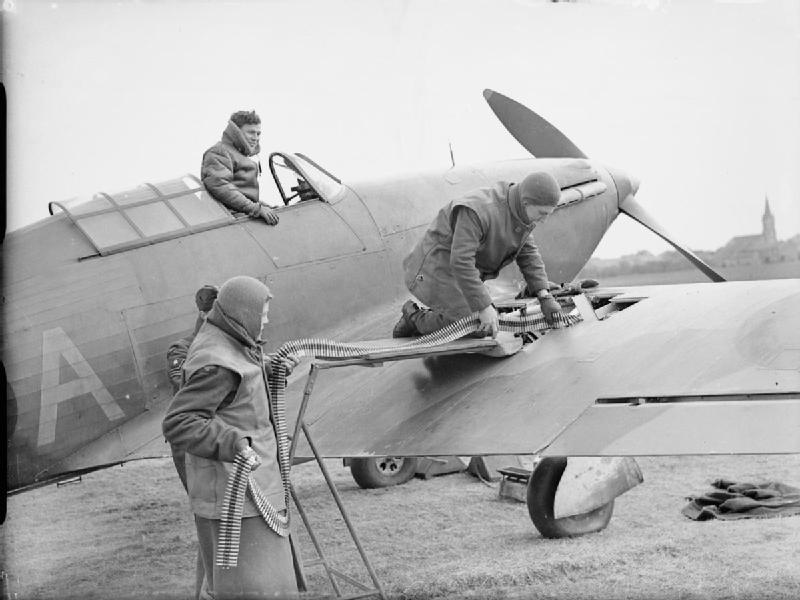
Hawker Hurricane z użebrowaną osłoną kabiny odsuniętą do tyłu
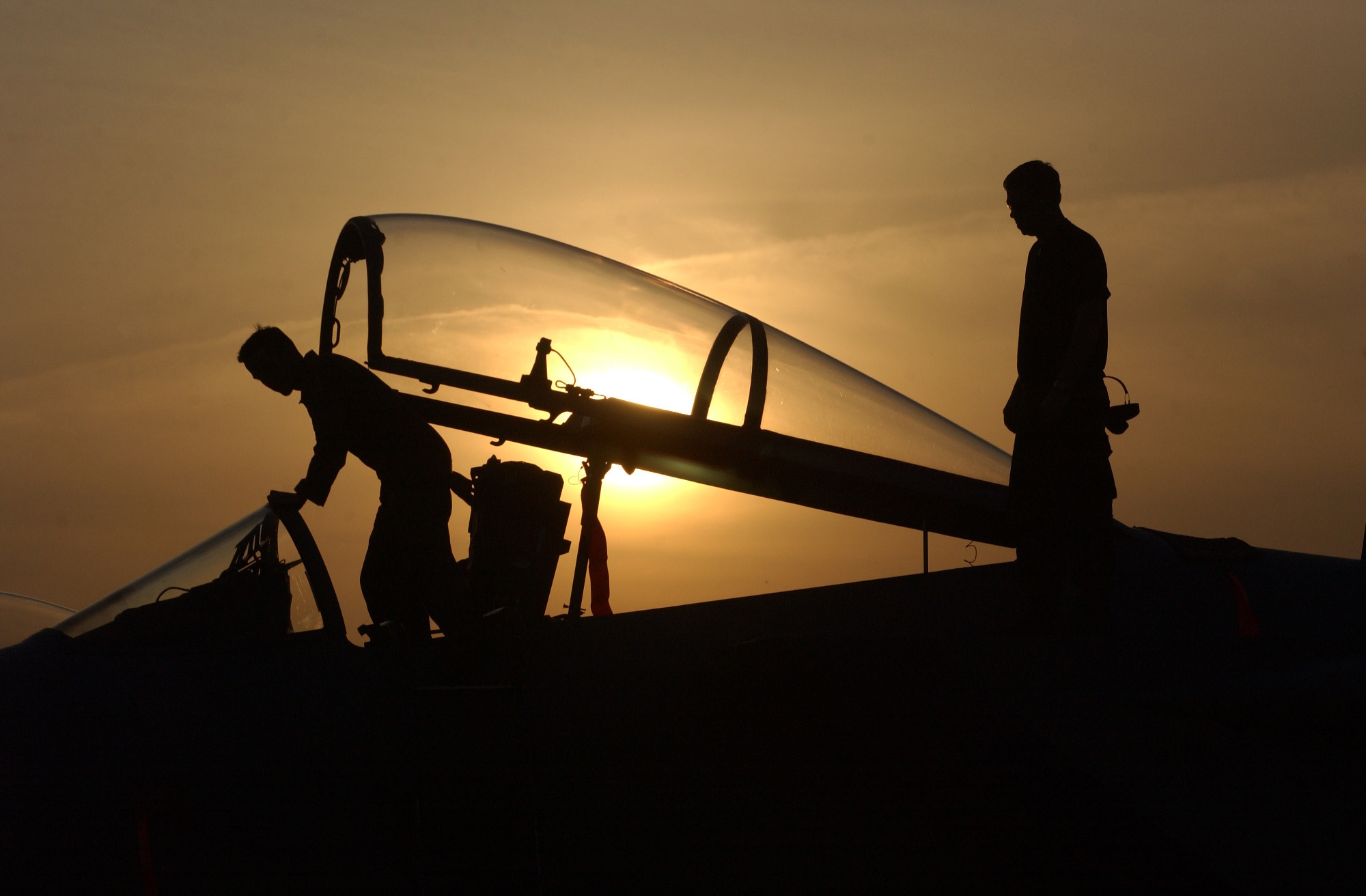
Odchylona do tyłu osłona myśliwca F-15 Eagle. Z przodu widoczny nieruchomy wiatrochron
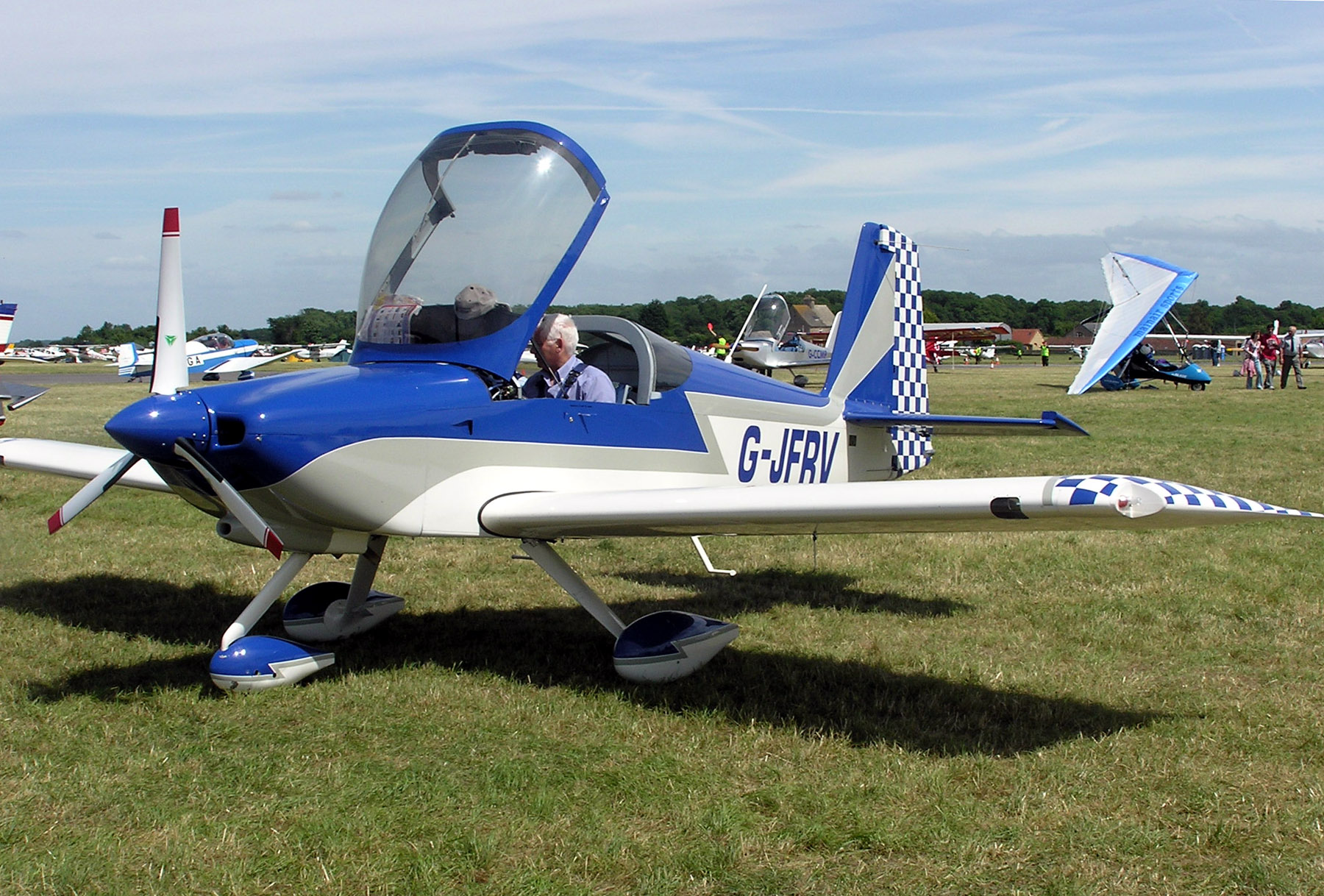
Odchylona do przodu osłona Van RV-7, pozbawiona wiatrochronu
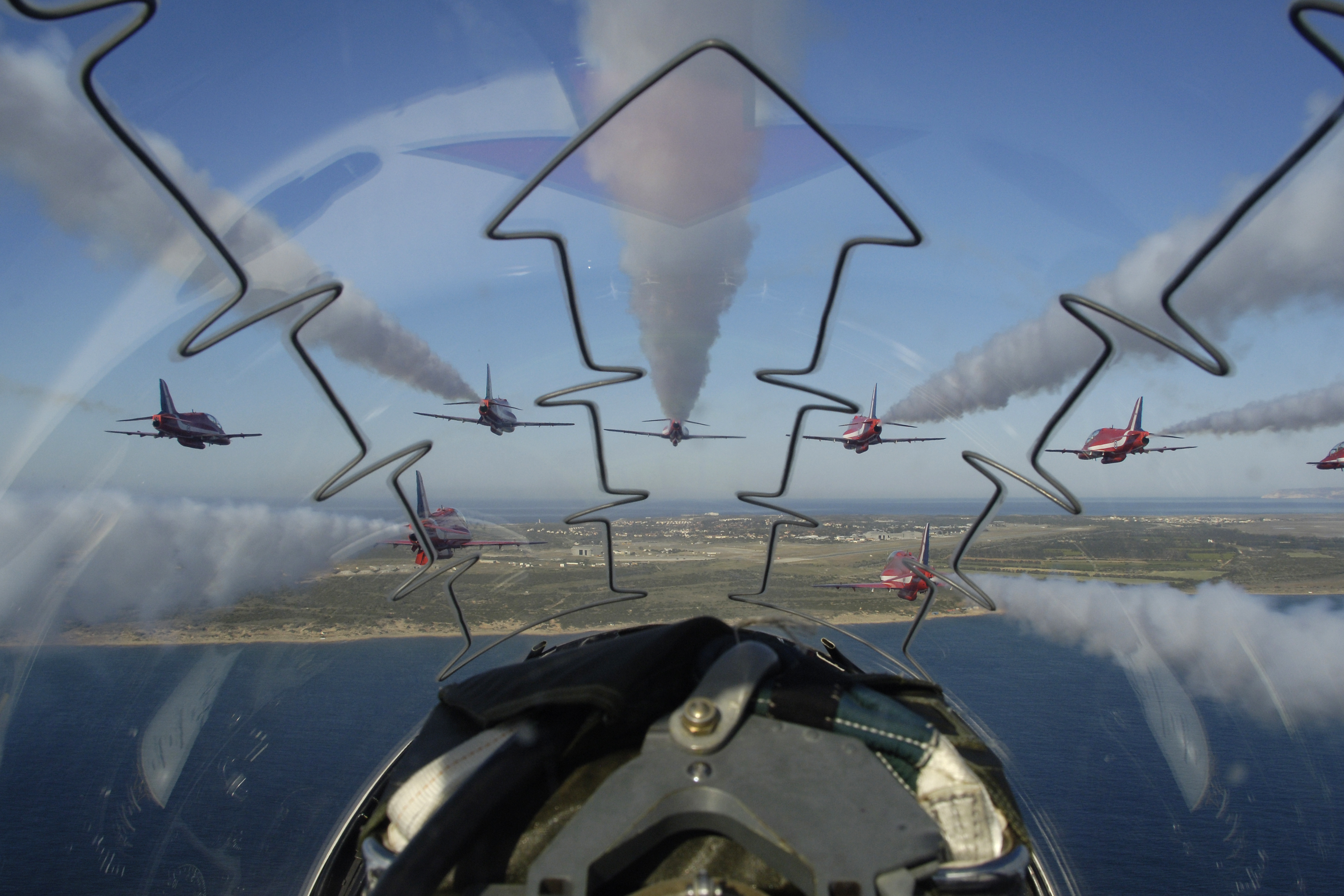
Sznur detonacyjny wtopiony w osłonę kabiny Hawka T1